# Encheloclarias curtisoma
Encheloclarias curtisoma là một loài cá thuộc họ Clariidae. Nó là loài đặc hữu của Malaysia.